# 거대충돌 가설

빅 스플래시 가설의 개념도. 남극에서 바라본 모습.

지구의 L_{5}점에서 테이아가 생겨난 뒤 지구로 끌려 와 부딪히는 과정을 애니메이션으로 나타낸 것. 애니메이션의 재생 단위는 1년으로, 지구는 매년 같은 시각에 같은 자리에 돌아와 있으므로 움직이지 않는 것처럼 표현되어 있다. 남극에서 바라본 모습.

거대충돌 가설 또는 빅 스플래시는 달의 생성을 설명해 주는 과학적 가설들 중 현재 가장 널리 받아들여지고 있는 것으로, 젊은 지구와 화성 정도 질량의 '테이아' 또는 '오르페우스', '헤파에스투스'라고 불리는 물체가 충돌하여 달이 생겨났다는 것이다. 테이아는 그리스 신화에 등장하는, 달의 여신 셀레네를 낳은 거신족 티탄의 이름이다. 이 가설은 1974년 위성에 관한 학술 회의에서 최초로 제기되었으며 이후 1975년 윌리엄 케니스 하트먼과 도널드 R. 데이비스가 이카루스에 이를 게재하였다.

## 기원
한 가지 가설로, 테이아는 지구와 같은 궤도를 공유하면서, 지구에서 60도 전후 위치의 라그랑주 점에서 생겨났다는 것이 있다. 원시 행성 테이아가 화성 정도 질량까지 자라나면서 더 이상 라그랑주 점에 안정적으로 존재할 수 없게 되었다. 그 결과 지구와 테이아의 각거리는 요동치면서 변하기 시작하였고, 테이아는 지구에 점차 접근하다가 끝내 충돌하게 되었다. 이 충돌 사건은 약 45억 3천 3백만 년 전에 일어난 것으로 보인다. 테이아는 지구에 비스듬한 각도로 부딪혔고, 테이아 본체는 산산조각났으며, 테이아의 맨틀 대부분 및 지구 맨틀 상당량은 우주 공간으로 분출되었다. 테이아의 중심핵은 지구 중심핵으로 가라앉았다. 컴퓨터 시뮬레이션에 의하면 우주 공간으로 분출되어 지구 주위에 고리를 형성한 물질들은 테이아 질량의 2퍼센트 수준이었으며, 이 중 절반 정도가 100년의 기간에 걸쳐 뭉쳐 현재의 달을 형성했다고 한다. 충돌 이전 지구의 자전 및 황도경사각이 어느 정도였는지를 고려하지 않을 경우, 충돌의 여파로 지구의 자전 주기는 5시간으로 빨라졌으며 지구의 적도는 달의 궤도와 거의 일치할 정도로 기울기가 바뀌었다.

## 증거
천문학자들은 아폴로 달착륙 임무 중 수집한, 지구의 그것과 거의 비슷한 산소 동위 원소를 보여주는 월석을 거대충돌의 간접적 증거로 보고 있다. 달 지각의 조성물 중 회장암 및 크리프와 같은 광물이 풍부하다는 사실을 통해 달의 상당량이 한때 녹았으며, 충돌로 인한 거대한 에너지는 마그마 바다를 만들기에 충분했을 것이다. 여러 증거를 통해 달에 철의 핵이 존재한다면 그 크기는 작을 것임을 추측할 수 있다. 특히 평균 밀도, 관성 모멘트, 자전의 특성, 자기장 발생 반응을 통해 달의 중심핵 크기가 전체 지름의 25퍼센트에 불과함을 알 수 있다.(다른 지구형 암석 천체들의 경우 핵의 크기는 전체 지름의 50퍼센트에 이른다) 이론상의 충돌 조건에 의하면 지구 맨틀 및 테이아의 물질로부터 달이 생겨났고 테이아의 핵이 지구 중심핵으로 가라앉았음을 설명할 수 있으며, 지구-달 행성계의 각운동량 제약조건도 만족하게 된다.
플레이아데스 성단에 있는 젊은 별 HD 23514 주변 0.25 ~ 2 천문단위에 걸쳐 있는 따뜻한 먼지 원반은 원시 지구에 테이아가 부딪혔을 때의 결과를 예상한 값과 비슷하게 보인다. 이 먼지 원반은 행성급 천체들이 서로 부딪혀서 생겨난 결과물로 추정된다. 이는 다른 별 BD +20도307(HIP 8920, SAO 75016) 주위에서 발견된 따뜻한 원반과도 비슷하다.

## 풀리지 않은 쟁점들
그럼에도 불구하고, 거대충돌 가설에는 아직까지 풀리지 않은 쟁점들이 존재한다. 아래 목록은 구체적인 논쟁거리들이다.
- 달에 있는 휘발성 원소들의 비율이 거대충돌 가설과 일치하지 않는다.[6]
- 지구가 용암의 바다로 덮여 있었다는 증거가 없다. 테이아 정도 질량의 천체가 부딪혔을 경우 지구 표면은 녹아내려 용암 바다로 덮였어야 하는데, 지구 표면에서 발견되는 몇몇 물질들에는 용암 바다 속에서 절대로 살아남을 수 없는 것들이 존재한다.[6]
- 달의 구성 물질 중 산화 철의 함량이 13퍼센트임을 고려하면, 지구의 맨틀 물질로 달이 만들어졌을 가능성은 거의 없다.[7]
- 만약 달로 뭉쳐진 덩어리들이 충돌로 튀어나온 물질들이라면, 현재 달에는 친철 원소가 풍부해야 하지만, 실제 달에는 상기 성분이 결핍되어 있다.[8]

## 같이 보기
- 달
- 달의 지질학
- 지질학
- 크리프
- 로슈 한계
- 지구의 역사

## 참고 문헌
본문 내용 출처
1. ↑  U. Wiechert,  A. N. Halliday,  D.-C. Lee,  G. A. Snyder,  L. A. Taylor,  D. Rumble (October 2001). “Science” 294 (12): 345–348.
2. ↑  E., Belbruno; J. Richard Gott III (2005). “Where Did The Moon Come From?”. 《The Astronomical Journal》 129 (3): 1724–1745. arXiv:astro-ph/0405372. doi:10.1086/427539.
3. ↑  R. Canup and E. Asphaug (2001). “Origin of the Moon in a giant impact near the end of the Earth's formation”. 《Nature》 412: 708–712. doi:10.1038/35089010.
4. ↑  
Joseph H., Rhee; 송인석, B. Zuckerman (2007). “Warm dust in the terrestrial planet zone of a sun-like Pleiad: collisions between planetary embryos?”. 《ApJ》.
5. ↑  
송인석; B. Zuckerman, Alycia J. Weinberger, E. E. Becklin (2005년 7월 21일). “Extreme collisions between planetesimals as the origin of warm dust around a Sun-like star”. 《Nature》 436: 363–365. doi:10.1038/nature03853.
6. 1 2  Tests of the Giant Impact Hypothesis, J. H. Jones, Lunar and Planetary Science, Origin of the Earth and Moon Conference, 1998 . 주의: 화성 정도 천체의 충돌로 충분히 지구 전체가 마그마 바다가 될 수 있음에도, 본 출처는 지구가 마그마로 덮인 적이 없다는 가설을 지지하고 있다. 그러나 명시적으로 마그마 바다가 없었다고 말하고 있지는 않다.
7. ↑  The Bulk Composition of the Moon, Stuart R. Taylor, Lunar and Planetary Science, 1997,
8. ↑  E. M. Galimov and A. M. Krivtsov (2005년 12월). “Origin of the Earth-Moon System”. 《J. Earth Syst. Sci.》 114 (6): 593–600. doi:10.1007/BF02715942.

과학적 참고 문헌
- William K. Hartmann, Donald R. Davis. Satellite-sized planetesimals and lunar origin, (International Astronomical Union, Colloquium on Planetary Satellites, Cornell University, Ithaca, N.Y., Aug. 18-21, 1974) Icarus, vol. 24, April 1975, p. 504-515
- Alastair GW Cameron|Alastair G. W. Cameron, William R. Ward, The Origin of the Moon, Abstracts of the Lunar and Planetary Science Conference, volume 7, page 120, 1976
- Canup, R. M.; Asphaug, E. (2001년). 《An impact origin of the Earth-Moon system》. American Geophysical Union.
- R. Canup and K. Righter, editors (2000). 《Origin of the Earth and Moon》. University of Arizona Press, Tucson. 555 pp쪽.
- Charles Shearer and 15 coauthors (2006). “Thermal and magmatic evolution of the Moon”. 《Reviews in Mineralogy and Geochemistry》 60: 365–518. doi:10.2138/rmg.2006.60.4.

일반 자료
- Dana Mackenzie, The Big Splat, or How Our Moon Came to Be, 2003, John Wiley & Sons, ISBN 0-471-15057-6.
- G. Jeffrey Taylor (1998년 12월 31일). “Origin of the Earth and Moon”. Planetary Science Research Discoveries.